# Bessones Kessler

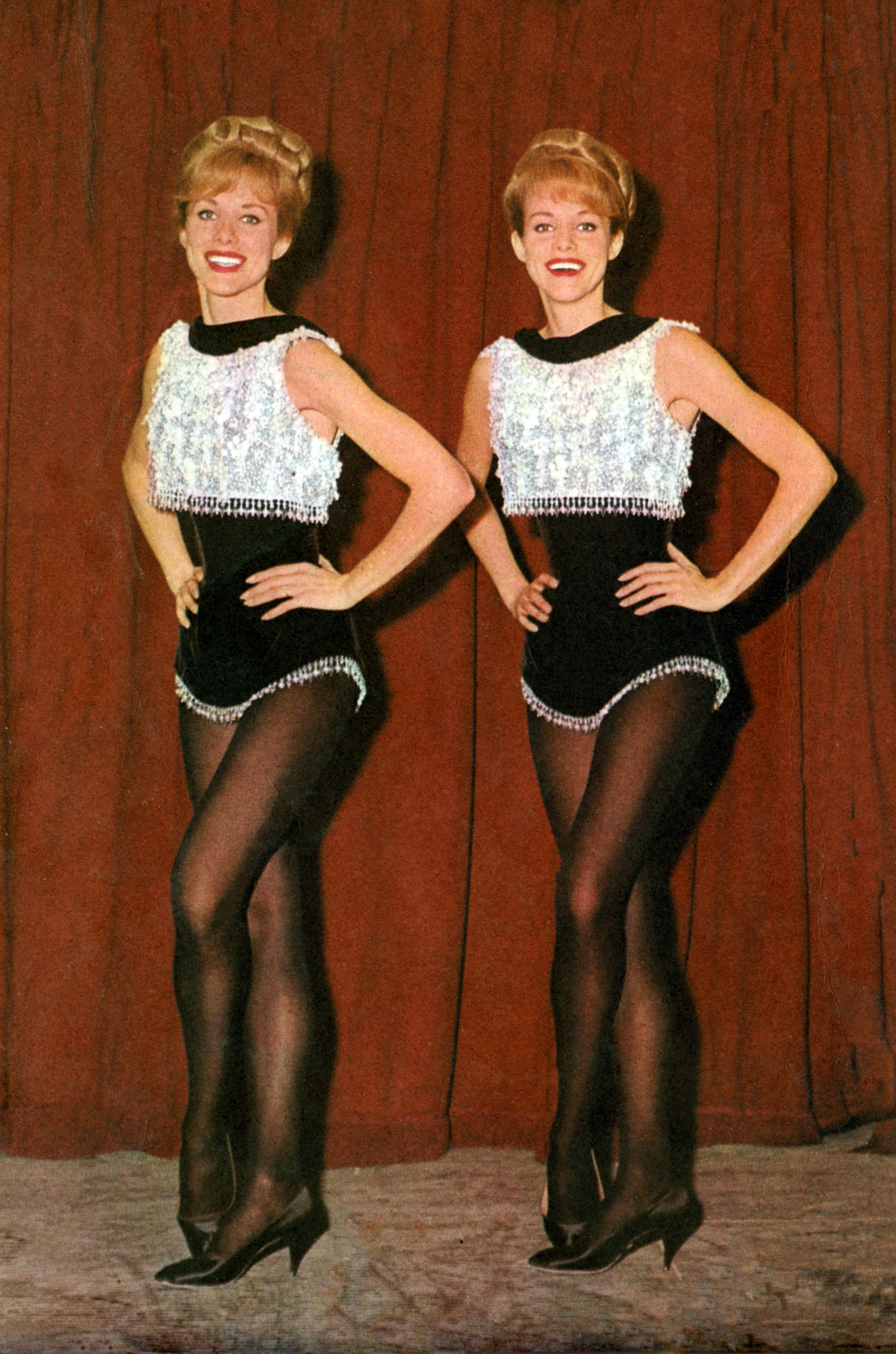
Foto de la revista TV Sorrisi e Canzoni (1965)

Alice i Ellen Kessler (nascudes el 20 d'agost de 1936 a Nerchau, Saxònia, Alemanya) són un parell de bessones populars a Europa, especialment a Alemanya i Itàlia, des dels anys 50 i 60 i fins al dia d'avui per les seves cançons, els seus balls i actuacions. Són usualment anunciades com les Die Kessler-Zwillinge a Alemanya, Gemelle Kessler a Itàlia o Kessler Twins al cim del món, i encara són populars.
Als Estats Units no van ser tan populars. No obstant això, van aparèixer com ballarines en el film de 1962 Sodoma i Gomorra, i a la portada de Life aquest mateix any.
Quan tenien elles sis anys, els seus pares, Paul i Elsa, les van enviar a classes de ballet, i es van unir al programa de ballet infantil de l'Òpera de Leipzig als onze. Quan en tenien divuit, els seus pares van usar un visat de visitant per escapar a Alemanya Occidental, on es van presentar al Palladium de Düsseldorf. Es van presentar al Lido de París entre 1955 i 1960, i van representar Alemanya Occidental en el Festival de la Cançó d'Eurovisió 1959, acabant, en 8è lloc, amb Heute Abend wollen wir tanzen geh'n ("Aquesta nit volem anar a ballar").

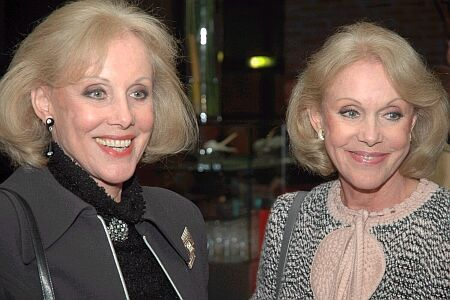
(2005)

Es van mudar a Itàlia en 1960 i gradualment es van moure a rols més seriosos. Als seus 40 anys, van acordar posar a la portada de l'edició italiana de Playboy. El nombre va ser el més venut de la versió italiana de Playboy fins a aquest moment.
Van tornar a Alemanya el 1986 i actualment viuen a Múnic. Van rebre nombrosos premis dels governs alemanys i italians per promoure la cooperació germano-italiana a través del seu treball en els negocis.